# Irreligión en los Países Bajos
La irreligión en el Reino de los Países Bajos se refiere a la prevalencia de la ausencia, indiferencia o rechazo de religión en el país. Incluye fenómenos como el librepensamiento, no teísmo, agnosticismo y ateísmo.
La irreligión ha seguido un patrón europeo de secularización, es actualmente la posición mayoritaria en los Países Bajos (53 %) y esto convierte al reino en una de las naciones más irreligiosas del mundo. En contraste, los neerlandeses prefieren al humanismo secular como ideología de creencias y rectora de su moral.

## Historia

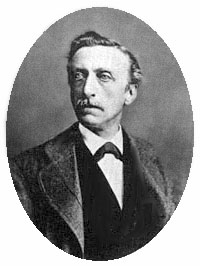
Multatuli fue ateo.

En el siglo XV todavía no había ningún movimiento no religioso en la región, pero existía un sentido de libre albedrío y razón. Así, el filósofo Erasmo de Róterdam tradujo muchos textos clásicos para que fueran accesibles a un público amplio.
Durante el siglo XVI, el intelectual Dirck Coornhert fue uno de los primeros que abogó por la tolerancia religiosa. Explicó su moralidad desde el humanismo renacentista y enunció que las personas fuera de la fe cristiana también podían ser virtuosas.
En el siglo XVII, el filósofo Baruch Spinoza fue uno de los primeros críticos de la autoridad religiosa en el país y propuso ideas humanistas. El jurista Hugo Grocio se centró en el derecho relativo a la guerra y la paz, internacionalmente se le considera el fundador de los derechos humanos modernos.
Durante el siglo XVIII, llamado el «de las Luces» por la Ilustración, las ideas humanistas se expandieron en los Países Bajos.

### sigloXIX
El movimiento humanista organizado comenzó en los Países Bajos a mediados del siglo XIX, con el establecimiento de la asociación de librepensadores De Dageraad (Amanecer): influenciada por escritores como Multatuli.
La secularización neerlandesa y el declive de la religiosidad comenzaron en los años 1880, cuando el marxismo tuvo una influencia significativa en el humanismo.

### sigloXX

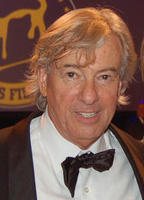
El director de cine Paul Verhoeven es ateo.

Después de la Segunda Guerra Mundial, como paso en la mayoría de las naciones que sufrieron la invasión nazi y los combates, las principales religiones comenzaron a declinar en seguidores. En 1946 se fundó Humanistisch Verbond y los intelectuales neerlandeses se organizaron para luchar contra la pilarización.
En 1952 los movimientos humanistas neerlandeses se involucraron directamente con el establecimiento de Humanist International y la organización se fundó en Ámsterdam.
En los años 1960 se hizo evidente, ya con una generación educada sin influencia religiosa y con figuras influyentes como Anton Constandse, que en todo el país la población se había vuelto más atea.
En 1971 el 39% de la población eran miembros de la Iglesia católica y el 31% adherentes al protestantismo, constituyendo un 70% de creyentes y una merma de casi el 30% en solo 25 años. Durante los años 1970, la religión perdió su influencia en la política.
Finalmente, en 1991 los Países Bajos se unieron a la Federación Humanista Europea.

## Actualidad

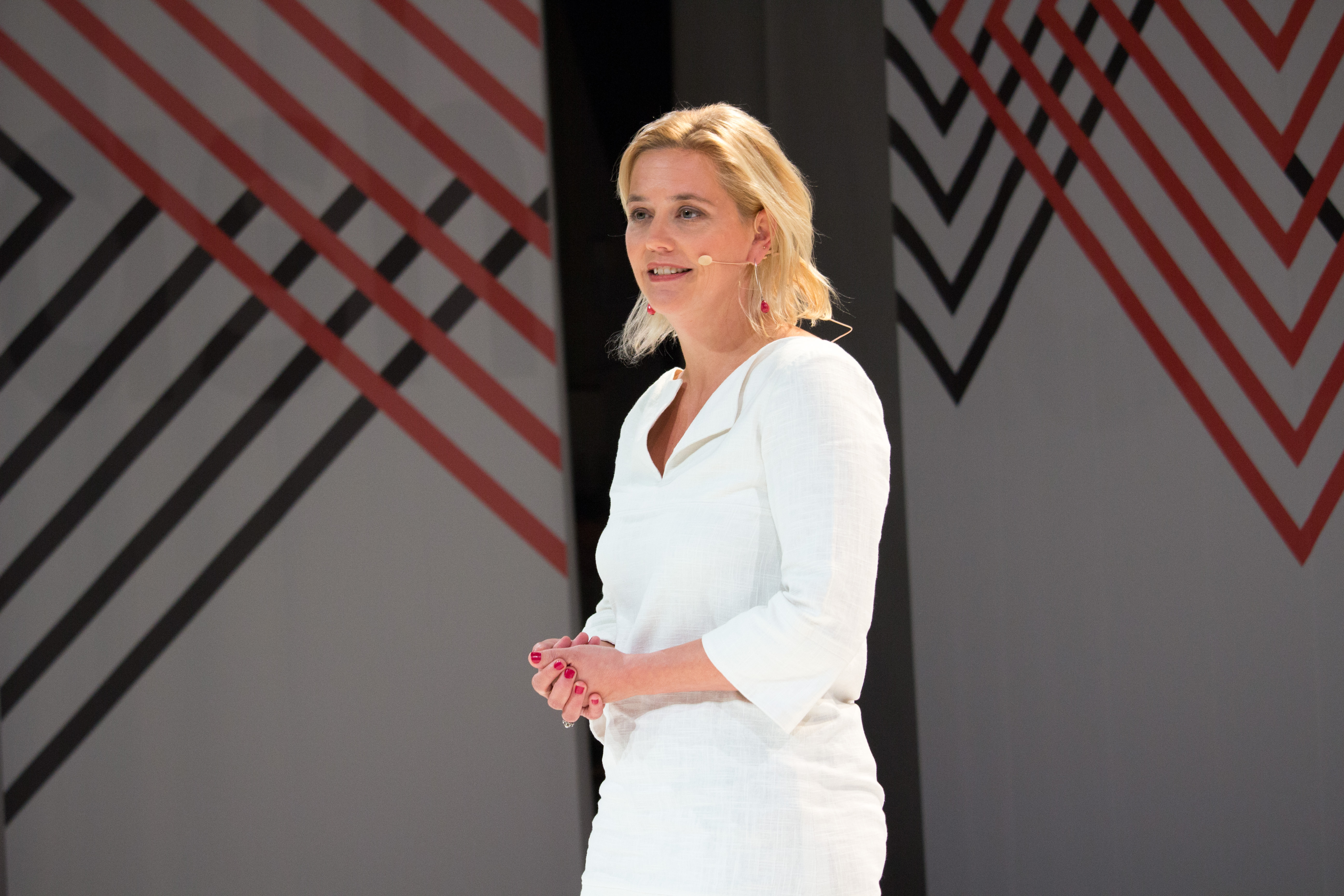
La filósofa Stine Jensen es atea.

En los años 2000 el reino aprobó las leyes sobre la prostitución legal (2000), el matrimonio igualitario (2001) y la eutanasia (2002). Una investigación de 2003 reveló que 1.27 millones de neerlandeses expresan explícitamente una afinidad con el humanismo secular, que es aproximadamente el 9,4% de la población total.
En 2014 el 23.3% de la población eran católicos y el 15,5% protestantes, para un total del 49,9% de los neerlandeses adheridos a una religión. Así, constituyen uno de los países menos religiosos de Europa.

## Datos empíricos
En 2014 por primera vez había más ateos (25 %) que teístas (17 %) y la mayoría de la población era agnóstica (31 %) o espiritual pero no religioso (27 %). En 2016 las personas irreligiosas ascendieron al 50 % de la población y este número aumentó a una mayoría del 51 % en 2018.
Una encuesta de 2015 mostró que más del 40% de holandeses se consideran personas espirituales. El número de personas que informan que nunca rezan aumentó del 36 % en 2006, al 53 % en 2016.